# Drago Rukljač
Drago Rukljač (Zagreb, 11. kolovoza 1949.), poznati hrvatski nogometaš. Igrač sredine terena i pucač iz daljine. Igrao je u klubovima: NK Prvomajska, NK Zagreb i Hajduku.
Član slavne generacije NK Zagreba koja je bila dionik hrvatskog rekorda postavljenog 19. srpnja 1973. u Maksimiru. To je bila nogometna utakmica odigrana u Hrvatskoj, s najviše posjetitelja ikad. Na stadionu ju je gledalo više od 64.000 posjetitelja. Igrali su Zagreb i Osijek kvalifikacijsku utakmica za odlazak u Prvu ligu. Završila je neriješeno 2:2, a pobjednika su odlučili jedanaesterci. Pobijedio je Zagreb u sastavu: Horvat, Gašparini, Tucak, Antolić, Ivanišević, Lipovac, Markulin, Čopor, Močibob, Rukljač i Smolek.
Za Hajduk je prvi put zaigrao protiv zagrebačkog Dinama u Zagrebu, 14. kolovoza 1977., u utakmici prvenstva Jugoslavije. Nastupio je u početnom sastavu i postigao gol. Drugi gol za "bile" zabio je Luketin, a utakmica je završila pobjedom Hajduka 1:2.
Rukljač je za bili dres odigrao ukupno 57 utakmica i postigao je 23 gola. Od toga (nastup/gol) prvenstvenih 28/10; kup 3/1; europski nastupi 6/2 i prijateljskih 20/10.
Nakon prestanka aktivnog bavljenja nogometom, ne prestaje biti aktivni športaš i do današnjih dana bavi se trenerskim radom s najmlađima u NK Zagrebu, klubu koji ga je i lansirao među zvijezde hrvatskoga nogometa.